# Jan Kodeš
Jan Kodeš (Praag, 1 maart 1946) is een voormalig tennisser uit Tsjecho-Slowakije, die in zijn carrière negen toernooioverwinningen op zijn naam bracht en aan prijzengeld in totaal US$ 673.197 bijeen sloeg.
Hij won als een van de weinigen zowel op het gravel van Roland Garros als op het gras van Wimbledon. Naast Kodeš zijn ook Rod Laver (Australië), Björn Borg (Zweden), Andre Agassi (Verenigde Staten), Rafael Nadal (Spanje), Novak Djokovic (Servië) en Roger Federer (Zwitserland) geslaagd in die opzet.
In 1990 werd hij opgenomen in de prestigieuze Tennis Hall of Fame.

## Gewonnen grandslamtitels
Hij won in totaal drie grandslamtoernooien:
- 1970: Roland Garros
- 1971: Roland Garros
- 1973: Wimbledon

## Resultaten grandslamtoernooien
| Legenda | Legenda                          |
| ------- | -------------------------------- |
| g.t.    | geen toernooi gehouden           |
| l.c.    | lagere categorie                 |
| –       | niet deelgenomen                 |
| G       | uitgeschakeld in de groepsfase   |
| 1R      | uitgeschakeld in de eerste ronde |
| 2R      | uitgeschakeld in de tweede ronde |
| 3R      | uitgeschakeld in de derde ronde  |
| 4R      | uitgeschakeld in de vierde ronde |
| KF      | uitgeschakeld in de kwartfinale  |
| HF      | uitgeschakeld in de halve finale |
| F       | de finale verloren               |
| W       | het toernooi gewonnen            |
| w-v     | winst/verlies-balans             |

### Enkelspel
| Toernooi        | 1966 | 1967 | 1968 | 1969 | 1970 | 1971 | 1972 | 1973 | 1974 | 1975 | 1976 | 1977  | 1978 | 1979 | 1980 | 1981 |
| --------------- | ---- | ---- | ---- | ---- | ---- | ---- | ---- | ---- | ---- | ---- | ---- | ----- | ---- | ---- | ---- | ---- |
| Australian Open | –    | –    | –    | –    | –    | –    | –    | –    | –    | –    | –    | – & - | –    | –    | –    | –    |
| Roland Garros   | 2R   | 4R   | 1R   | 4R   | W    | W    | KF   | KF   | 4R   | 4R   | 3R   | 4R    | 3R   | 2R   | 2R   | 1R   |
| Wimbledon       | 1R   | 1R   | 1R   | 2R   | 1R   | 1R   | HF   | W    | KF   | 2R   | –    | 1R    | 1R   | 1R   | 2R   | 1R   |
| US Open         | –    | –    | –    | 2R   | –    | F    | 2R   | F    | 4R   | 4R   | KF   | 3R    | –    | 2R   | –    | –    |

### Mannendubbelspel
| Toernooi        | 1968 | 1969 | 1970 | 1971 | 1972 | 1973 | 1974 | 1975 | 1976 | 1977  | 1978 | 1979 | 1980 | 1981 | 1982 |
| --------------- | ---- | ---- | ---- | ---- | ---- | ---- | ---- | ---- | ---- | ----- | ---- | ---- | ---- | ---- | ---- |
| Australian Open | –    | –    | –    | –    | –    | –    | –    | –    | –    | – & - | –    | –    | –    | –    | –    |
| Roland Garros   | –    | 2R   | 2R   | 2R   | HF   | KF   | 3R   | 3R   | –    | F     | KF   | HF   | 1R   | –    | –    |
| Wimbledon       | 2R   | 2R   | 1R   | 1R   | 3R   | KF   | 3R   | 1R   | –    | 2R    | –    | 3R   | –    | 1R   | 1R   |
| US Open         | –    | 3R   | –    | 1R   | 1R   | 2R   | 1R   | 2R   | 1R   | 1R    | –    | 2R   | –    | –    | –    |